# Saint-Étienne-à-Arnes
Saint-Étienne-à-Arnes è un comune francese di 218 abitanti situato nel dipartimento delle Ardenne nella regione del Grand Est.

## Società

### Evoluzione demografica
Abitanti censiti